# Charles Brandon, I duca di Suffolk
Charles Brandon, I Duca di Suffolk (1484 – Guildford, 22 agosto 1545), è stato un diplomatico e nobile inglese, noto per essere stato marito di Maria Tudor, sorella di Enrico VIII d'Inghilterra.
Tramite sua figlia Frances Brandon, era nonno di Jane Grey, che fu regina d'Inghilterra nove giorni nel 1553, solo per poi essere deposta e condannata a morte dalla cugina Maria I Tudor, figlia maggiore di Enrico VIII.

## Infanzia
Era figlio di Sir William Brandon e di Elizabeth Bruyn. Suo padre William Brandon era morto in battaglia nel 1485 a Bosworth, combattendo dalla parte di Enrico Tudor contro Riccardo III d'Inghilterra. Egli era l'alfiere di Enrico VII Tudor e si dice che sia stato ucciso dallo stesso Riccardo III.
Charles Brandon era nato tra la fine del 1483 e l'inizio del 1484. Sua madre era morta di parto dandolo alla luce, suo padre, come già detto, nel 1485; così, dopo la morte di suo nonno avvenuta nel 1491, il piccolo orfano andò alla corte reale.
Quindi, a sette anni, Charles fu accolto a corte per fare compagnia al principe Arturo Tudor, erede al trono d'Inghilterra e figlio del re. Ciò avvenne soprattutto per la riconoscenza che Enrico VII aveva per suo padre, morto al proprio servizio.
Fu però con il fratello minore di Arturo, il futuro Enrico VIII, che strinse amicizia; amicizia che durò per tutta la vita. Infatti quando Arturo sposò la principessa spagnola Caterina d'Aragona nel 1502, la sua corte si trasferì al Castello di Ludlow in Galles, la tradizionale sede del Principe di Galles. Charles, invece, non seguì la coppia reale ma rimase a Londra come compagno del fratello minore di Arturo, Enrico Duca di York.
Di sette anni maggiore di Enrico, Charles gli era molto simile per temperamento e carisma. Condividevano importanti caratteristiche fisiche (erano atletici, robusti, di buona costituzione, a differenza del delicato Arturo), una devozione per tutti gli sport (lotta, tornei a cavallo, ecc.) e la passione per il gentil sesso.
La corte aveva modo di ammirare spesso giostrare Enrico e Charles: era infatti usanza insegnare ai nobili fanciulli l'arte del torneo.

## Matrimoni e discendenza

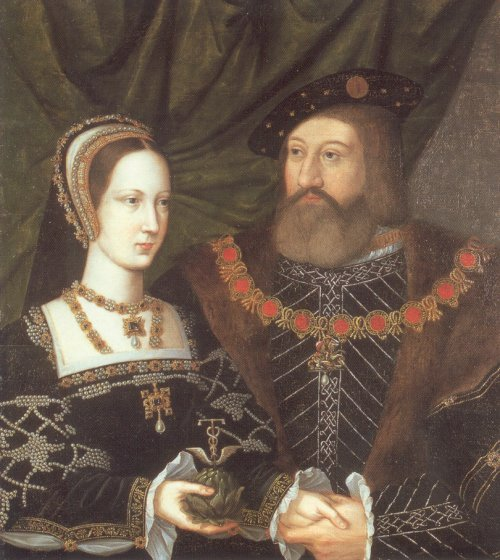
Maria Tudor e Charles Brandon

Nel 1509 il giovane Charles si era trovato in un'imbarazzante situazione coniugale che ebbe modo di rivelare al mondo tutta la sua ambizione. Nel 1505 infatti si era "impegnato" con Anne Browne, una giovane donna di prestigioso lignaggio: suo padre era Anthony Browne, governatore di Calais, e sua madre Lucy era una Neville.
Charles e Anne erano stati promessi sposi per "verba de praesenti", un contratto vincolante ai sensi del diritto canonico. In tali casi, non era necessaria alcuna cerimonia né testimoni; come si può immaginare, questo portò a diversi casi spiacevoli di uomini, e più raramente di donne, che infrangevano la promessa di matrimonio non rispettando il diritto canonico. Charles apparentemente seguì tutta la prassi e consumò il rapporto, come dimostra la nascita di una figlia nel 1507. Pur tuttavia non la sposò mai.
Contrasse matrimonio, invece, con la zia della fanciulla, una facoltosa vedova di nome Margaret Neville Mortimer.
Queste nozze non furono mai prese sul serio a causa della loro dubbia natura e a causa, soprattutto, di un'azione legale intrapresa dalla famiglia di Anne che ne chiese l'annullamento sulla base del precedente contratto. In seguito a ciò Charles sposò Anne Browne con una fastosa e affollata cerimonia pubblica. La coppia ebbe un'altra figlia nel 1510, ma appena due anni dopo Anne morì.
Ricapitolando, Charles contrasse un primo matrimonio con Margaret Mortimer, in seguito chiese una dispensa papale che gli consentisse il divorzio dalla stessa, sulla base del fatto che tra i coniugi vi era una stretta parentela. La richiesta venne accolta e il duca poté sposare Anne Browne, che poi morendo lo lasciò vedovo. Dalla seconda moglie ebbe due figlie:
- Anne Brandon (1507 – 1558)
- Mary Brandon (1510 – c.a. 1544)

Nel 1514 fu insignito del titolo di duca di Suffolk come ricompensa per il valore militare dimostrato nella campagna di Francia, durante la quale aveva ricoperto la carica di maresciallo dell'esercito.
Nello stesso anno fu inviato in missione diplomatica presso la corte francese, dove era regina la sorella minore del re Enrico VIII, Maria Tudor, che aveva sposato l'anziano Luigi XII di Francia. Rimasta vedova dopo appena tre mesi di matrimonio, la giovane si innamorò di Charles e, vedendo che il fratello tardava a prendere una decisione circa la sua sorte, i due si sposarono senza attendere l'autorizzazione di Enrico il 3 marzo 1515 all'Hôtel de Cluny di Parigi.
Tornati in Inghilterra, i consiglieri del re proposero nei confronti del traditore la condanna a morte. Enrico invece si mostrò alla fine magnanimo e partecipò a una seconda cerimonia nuziale a Greenwich Palace il 13 maggio 1515.
Il primo figlio della coppia fu chiamato Enrico in onore dello zio Enrico VIII.
La coppia ebbe quattro figli:
- Henry Brandon (11 marzo 1516 - 1522)
- Frances Brandon (1517 – 1559), che sposò Henry Grey, terzo marchese di Dorset e in seguito, dopo la morte prematura di tutti i figli di Brandon, anche duca di Suffolk. Era la madre di Jane Grey, regina d'Inghilterra per nove giorni;
- Eleanor Brandon (1519 – 1547), che sposò Henry Clifford, II conte di Cumberland.
- Henry Brandon, I conte di Lincoln (1523 – 1534)

La prima moglie di Charles, Margaret Mortimer, continuò a minacciare la legalità del terzo matrimonio e quindi la legittimità della prole avuta da Maria. La faccenda fu risolta dal cardinale Thomas Wolsey, consigliere di Enrico VIII, che in passato aveva risolto i non pochi problemi legali relativi al primo matrimonio del duca di Suffolk. Fu proprio sulla falsariga del divorzio andato a buon fine del cognato che anche Enrico VIII sperò di liberarsi della prima moglie Caterina d'Aragona.
Rimasto vedovo nel giugno del 1533, Charles diede scandalo risposandosi, il 7 settembre dello stesso anno, con una ricca e nobile ereditiera della quale era stato nominato tutore, Catherine Willoughby, figlia dell'ex dama di compagnia della regina Caterina, María de Salinas; Catherine, all'epoca quattordicenne, fino a poco tempo prima era stata promessa al figlio Enrico, ma il giovane era di salute cagionevole e Charles preferì sposare lui stesso la fanciulla, probabilmente anche allo scopo di non dover rinunziare al cospicuo patrimonio della sua pupilla. Dalla quarta moglie ebbe:
- Henry Brandon, II duca di Suffolk (1535 – 1551)
- Charles Brandon, III duca di Suffolk (1537–1551). Fu Duca di Suffolk per circa un'ora dopo la morte del fratello per febbri, prima di morire anche lui per la stessa malattia. Il ducato fu ereditato dal Henry Grey, marito della loro sorellastra Frances.

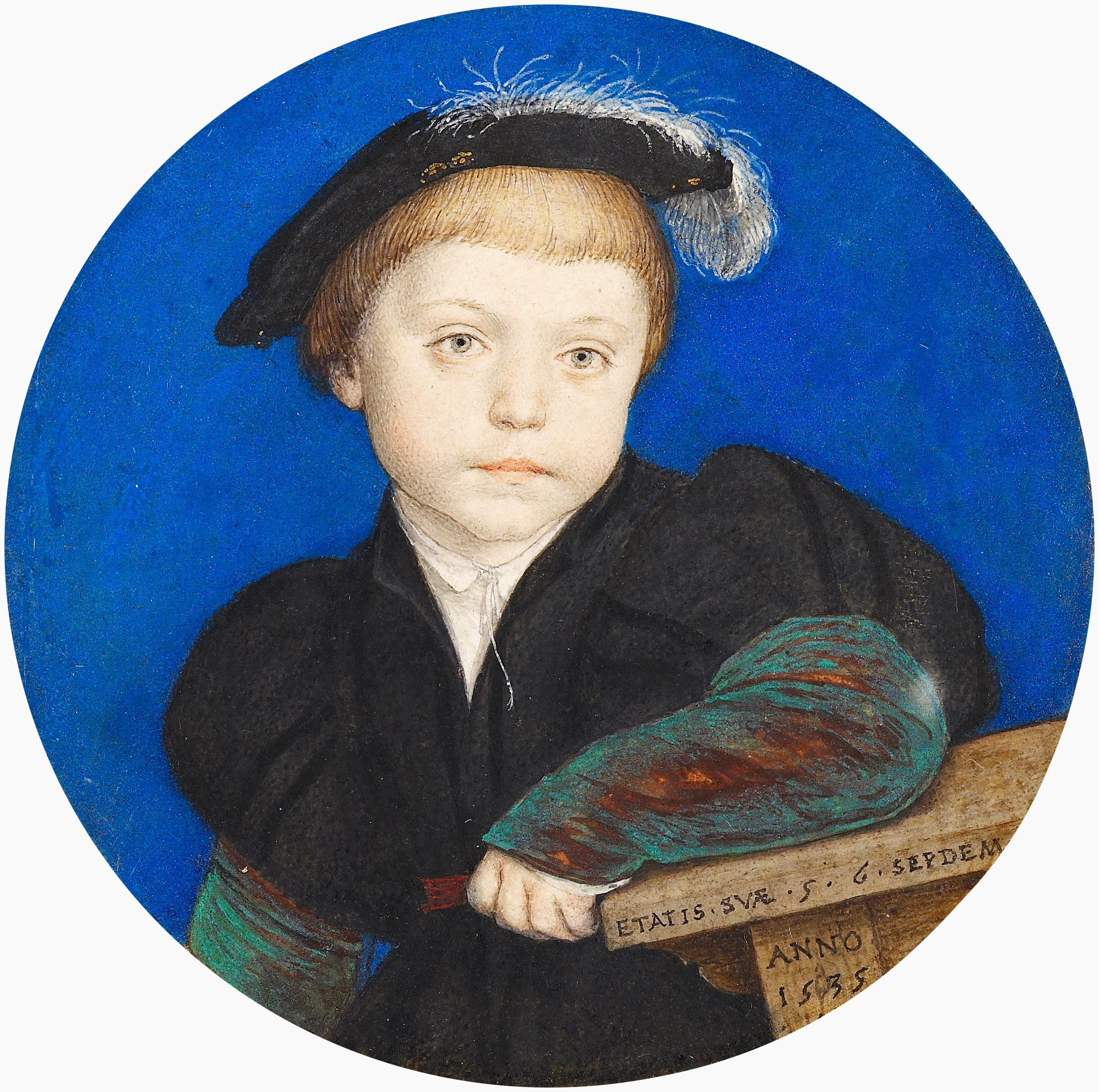
Henry Brandon, II duca di Suffolk

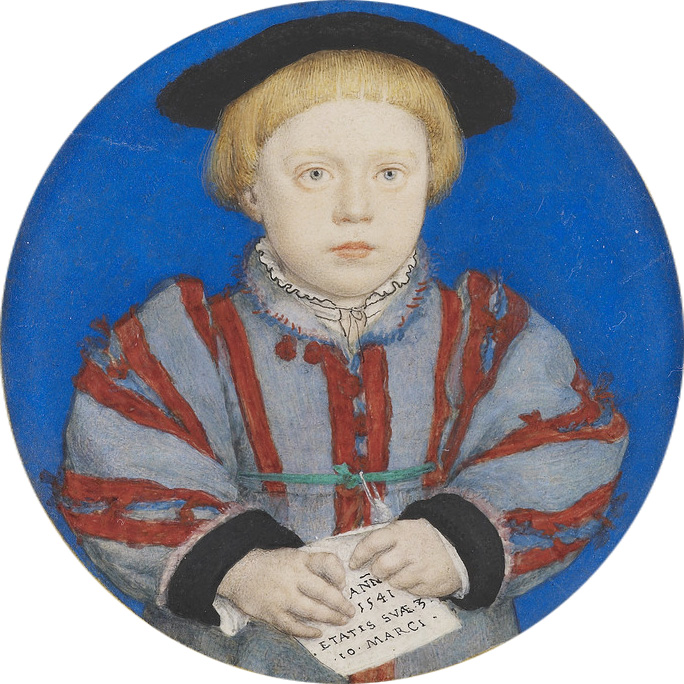
Charles Brandon, III duca di Suffolk

Oltre alla prole legittima, aveva anche tre figli illegittimi:
- Sir Charles Brandon, che sposò Elizabeth Pigot, vedova di Sir James Strangways.
- Frances Brandon, che sposò prima William Sandon e poi Andrew Bilsby.
- Mary Brandon, che sposò Robert Ball, zio di Temperance Flowerdew e John Pory.

## Morte
Charles Brandon morì dopo una breve malattia nel 1545. Aveva 61 anni e fu sepolto con le massime onorificenze e per espresso volere del suo amico di sempre, re Enrico VIII, nella cappella di San Giorgio presso il castello di Windsor. La sua lapide si trova sulla destra della navata centrale a pochi metri da quelle del noto sovrano (morto nel 1547).

## L'eredità della corona
Prima di morire Enrico VIII stese nel testamento le proprie volontà circa le sorti della corona d'Inghilterra: la sua principale preoccupazione era che sul trono non potesse mai sedere un sovrano straniero. Pertanto, nel caso in cui i suoi figli Edoardo, Maria ed Elisabetta fossero morti senza eredi, sarebbero saliti al trono i discendenti di sua sorella Maria. Enrico e Maria avevano una sorella maggiore, Margherita, sposata però con il re Giacomo IV di Scozia, uno straniero quindi.
Edoardo VI però modificò la linea di successione al trono estromettendo le sorelle. In tal modo diventarono eredi al trono le nipoti di Charles e Maria Tudor: le sorelle Grey, figlie di Francesca. La primogenita Jane divenne, alla morte di Edoardo VI, regina d'Inghilterra, ma sedette sul trono poco più di una settimana in quanto Maria, figlia di Enrico VIII e Caterina d'Aragona, passata alla storia come Maria la Sanguinaria, rivendicò il trono e condannò a morte l'usurpatrice.
Quando nel 1603 morì senza figli anche l'ultima dei Tudor, la regina Elisabetta I, nessun discendente di Charles e Maria Tudor era in vita. Ai Tudor successero gli Stuart con Giacomo I, pronipote di Margherita Tudor.